# Мистецтво шумів

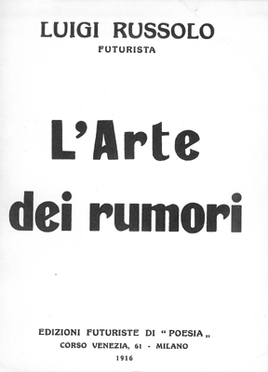
Обкладинка "Мистецтва шумів" Руссоло, виданого книгою в 1916

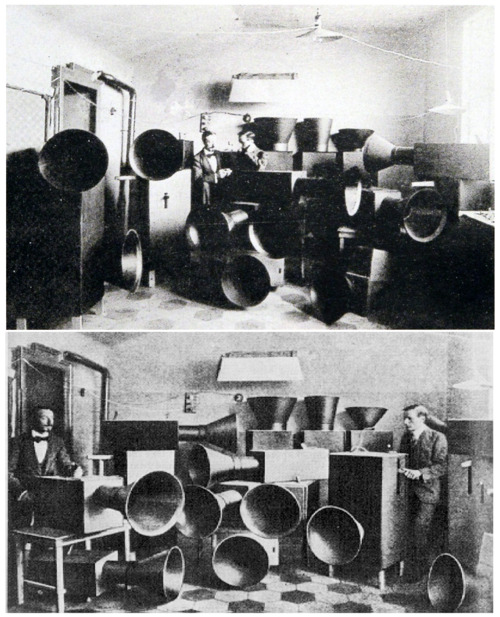
Інструменти інтонаруморі, які створили Луїджі Руссоло та Уґо П'ятті

Мистецтво шумів (італ. L'arte dei Rumori) — футуристичний маніфест Луїджі Руссоло, написаний 1913 року в листі до його приятеля і композитора-футуриста Франческо Прателли. В ньому Руссоло висловлює думку, що людське вухо призвичаїлося до швидкості, енергії та шуму міського індустріального звукового ландшафту; крім того, ця нова звукова палета вимагає нового підходу до музичних інструментів і композиції. Він пропонує кілька висновків про те, як електроніка та інші технології дозволять футуристичним музикантам "замінити обмежену варіативність звуків, які мають сучасні оркестри, необмеженою варіативністю шумів, які видають відповідні механізми."
Деякі автори вважають "Мистецтво шумів" одним із найважливіших і найвпливовіших текстів в музичній естетиці 20 століття.

## Вплив
Музиканти та артисти, на яких вплинуло "Мистецтво шумів":
- Джон Кейдж
- П'єр Шеффер
- П'єр Анрі
- Art of Noise
- Адам Ант
- Einstürzende Neubauten
- Test Dept
- Джозеф Некватал
- DJ Spooky
- MonoNeon
- Франсиско Лопес
- Річард Генрі Найґл
- Material
- Лучано Беріо
- Бруно Мадерна